# Boszkowo (przystanek kolejowy)
Boszkowo – przystanek kolejowy w Boszkowie, w województwie wielkopolskim. Położony jest na trasie Leszno – Zbąszynek.

## Ruch pasażerski
| Rok  | Wymiana pasażerska na dobę |
| ---- | -------------------------- |
| 2017 | 100-149                    |
| 2022 | 100-149                    |

Budynek stacji w 2017 roku został sprzedany osobie prywatnej. W tym samym roku na przystanku została wymieniona nawierzchnia, zamontowano nową wiatę oraz wymieniono tablicę informacji pasażerskiej. W 2019 roku na znajdującym się przy przystanku przejeździe kolejowo–drogowym została zamontowana sygnalizacja przejazdowa. 
Wyłącznym przewoźnikiem na stacji Boszkowo są Koleje Wielkopolskie.